# Финар, Ноэль Дьёдонне
Ноэль-Дьёдонне Финар (фр. Noël-Dieudonné Finart), или Финер (фр. Finert), часто ошибочно именуемый просто Дьедонне (27 марта 1797 или 27 марта 1787, Франция или Конде-сюр-л’Эско — 18 марта 1852, Париж) — французский художник-живописец и акварелист эпохи ампира.

## Биография
Родился в 1787 году в Конде-сюр-л’Эско в семье мелкого чиновника. Никакого систематического художественного образования не получил. Живопись осваивал самоучкой. Впервые публично выставил свои работы на Парижском салоне 1817 года, когда ему было около 30 лет. Писал маслом пейзажи, батальные и жанровые сцены, однако наибольшее внимание привлёк акварелями с забавными жанровыми городскими сценами, которые тиражировались в гравюре и становились известны всему Парижу. Создавал также акварели с изображениями французской военной формы, которые также тиражировались в гравюре.
Скончался Финар в 1852 году в Париже. Он не был женат и не имел детей.

## Галерея

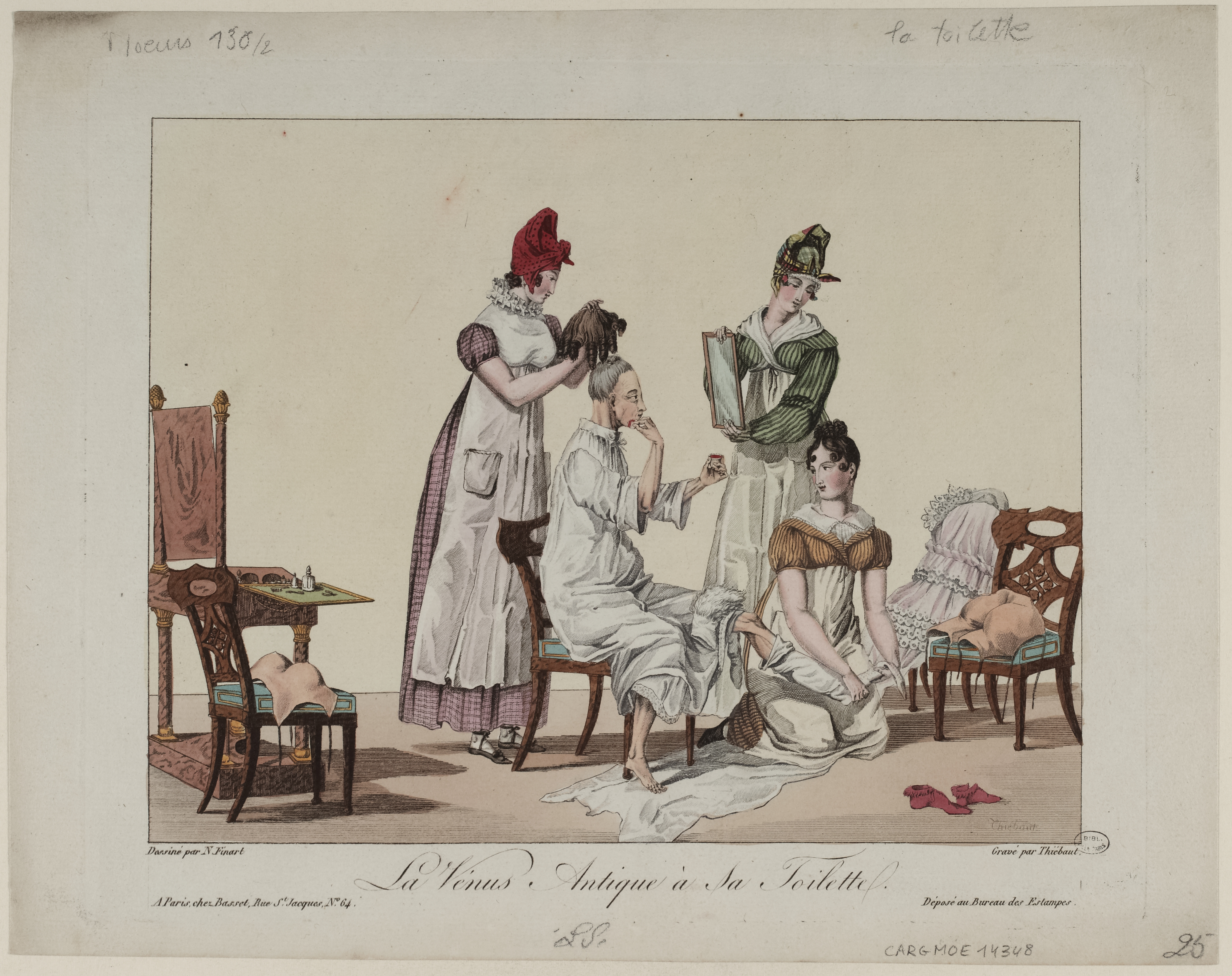
Древняя Венера за туалетом
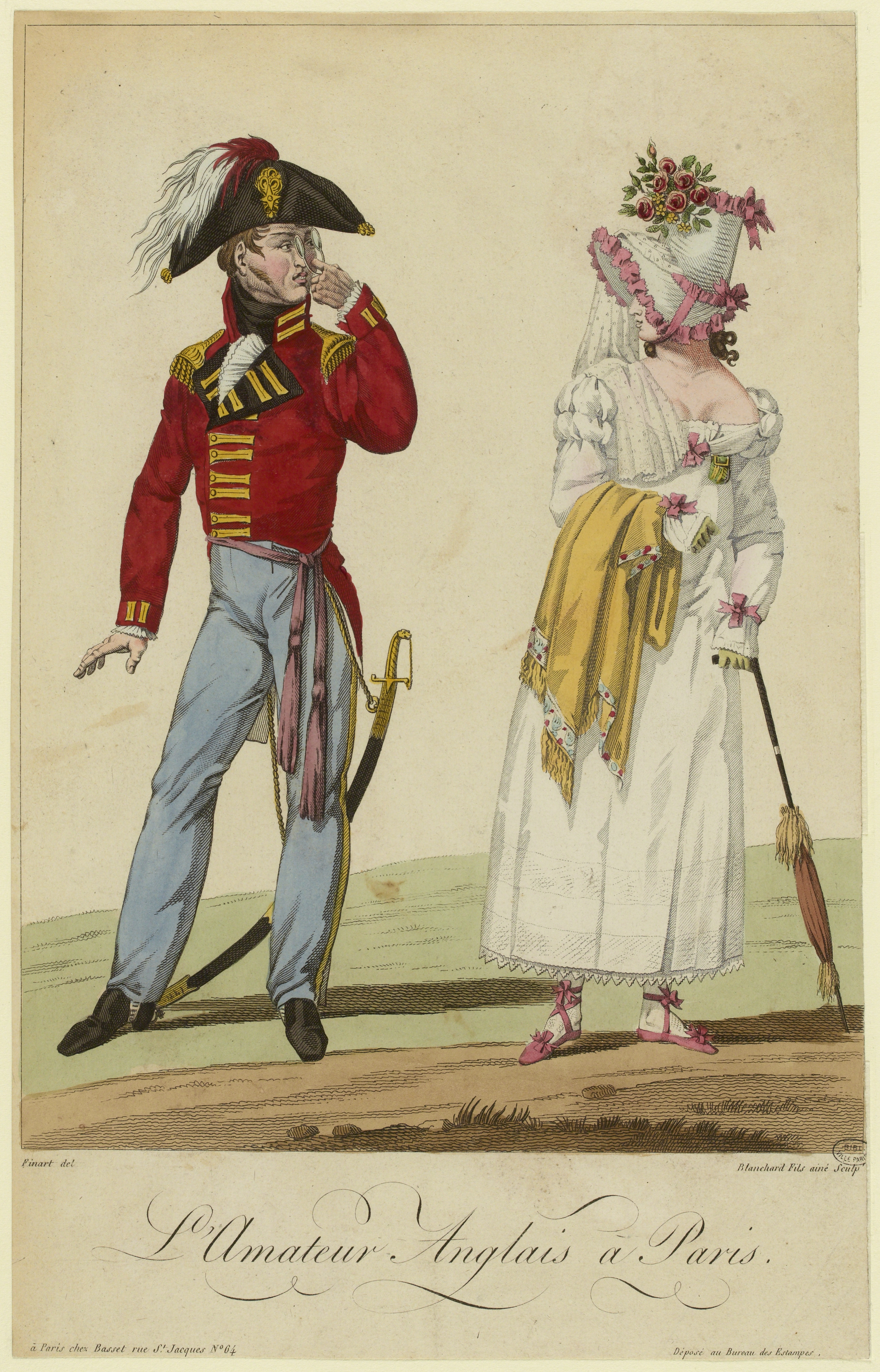
Английский «знаток прекрасного» (офицер) в Париже
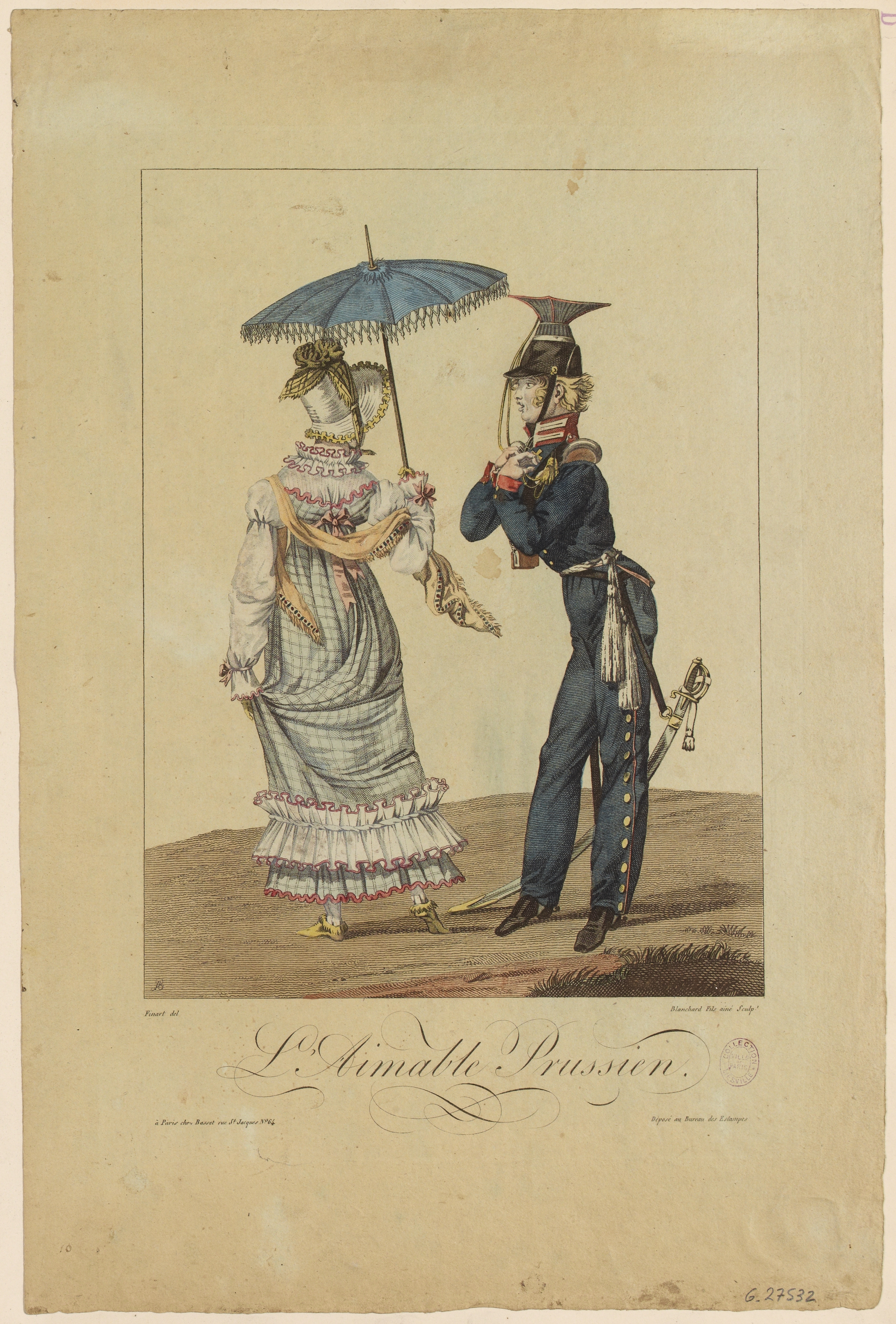
Галантный пруссак в Париж
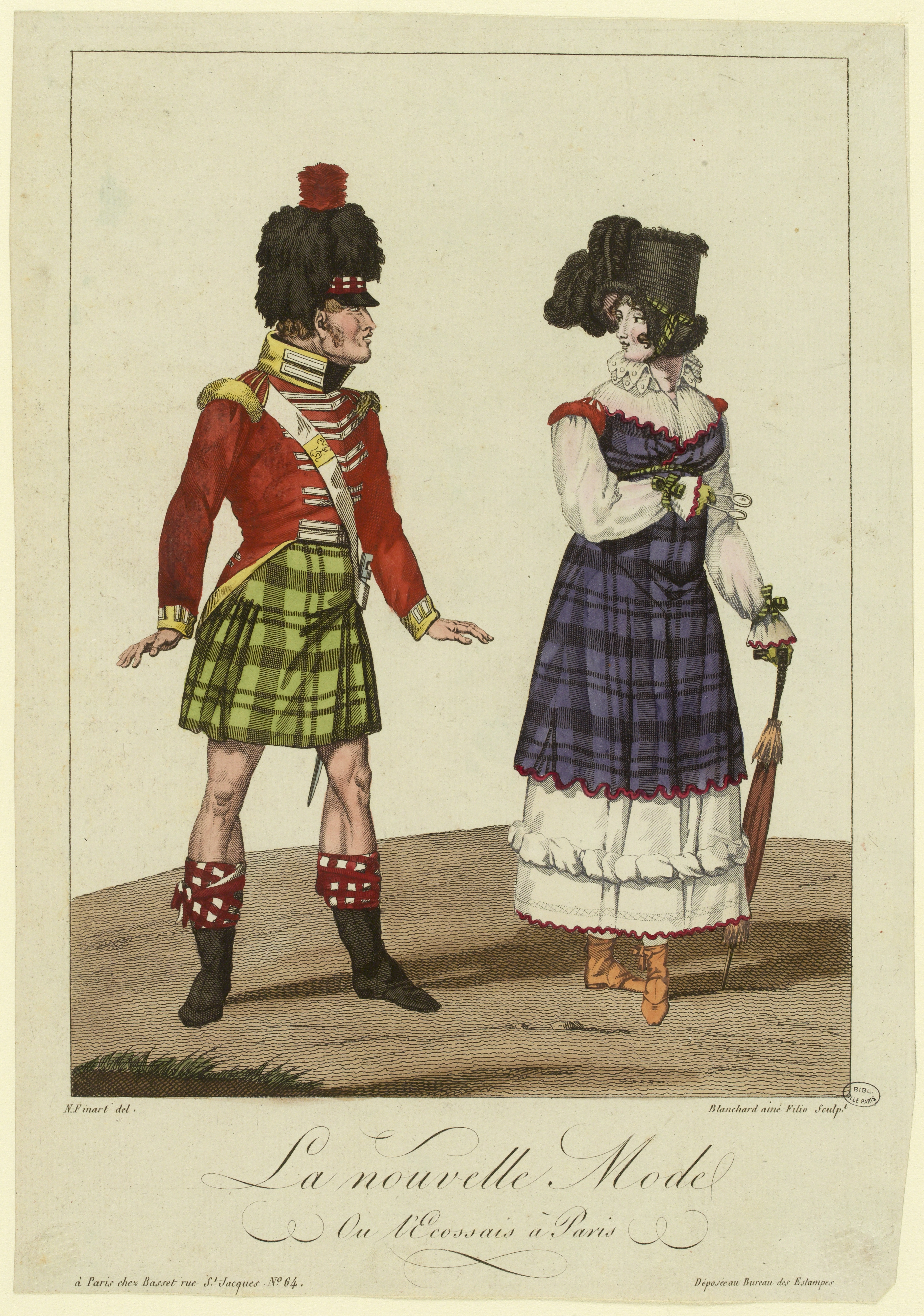
Новая мода или шотландец в Париже
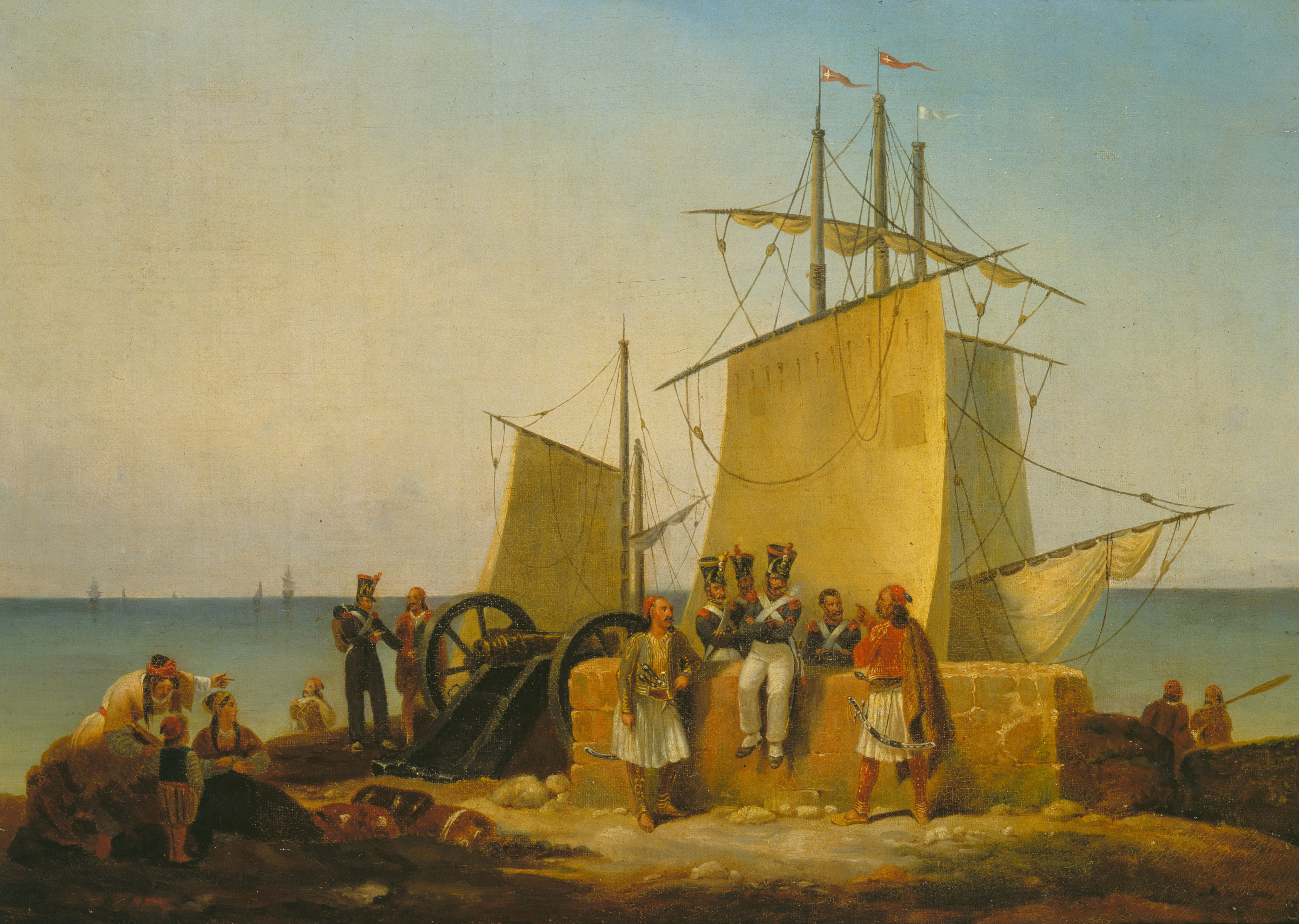
Французская военная миссия в Морее
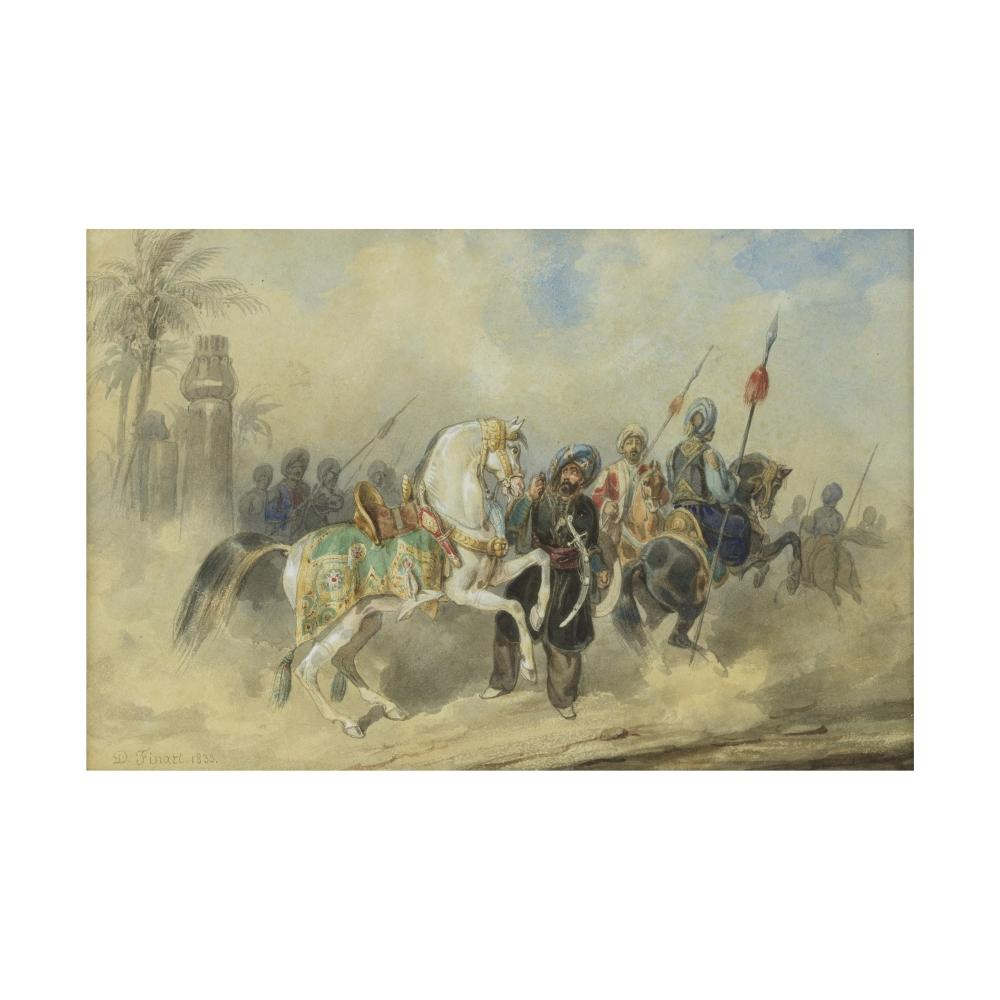
Восточные всадники
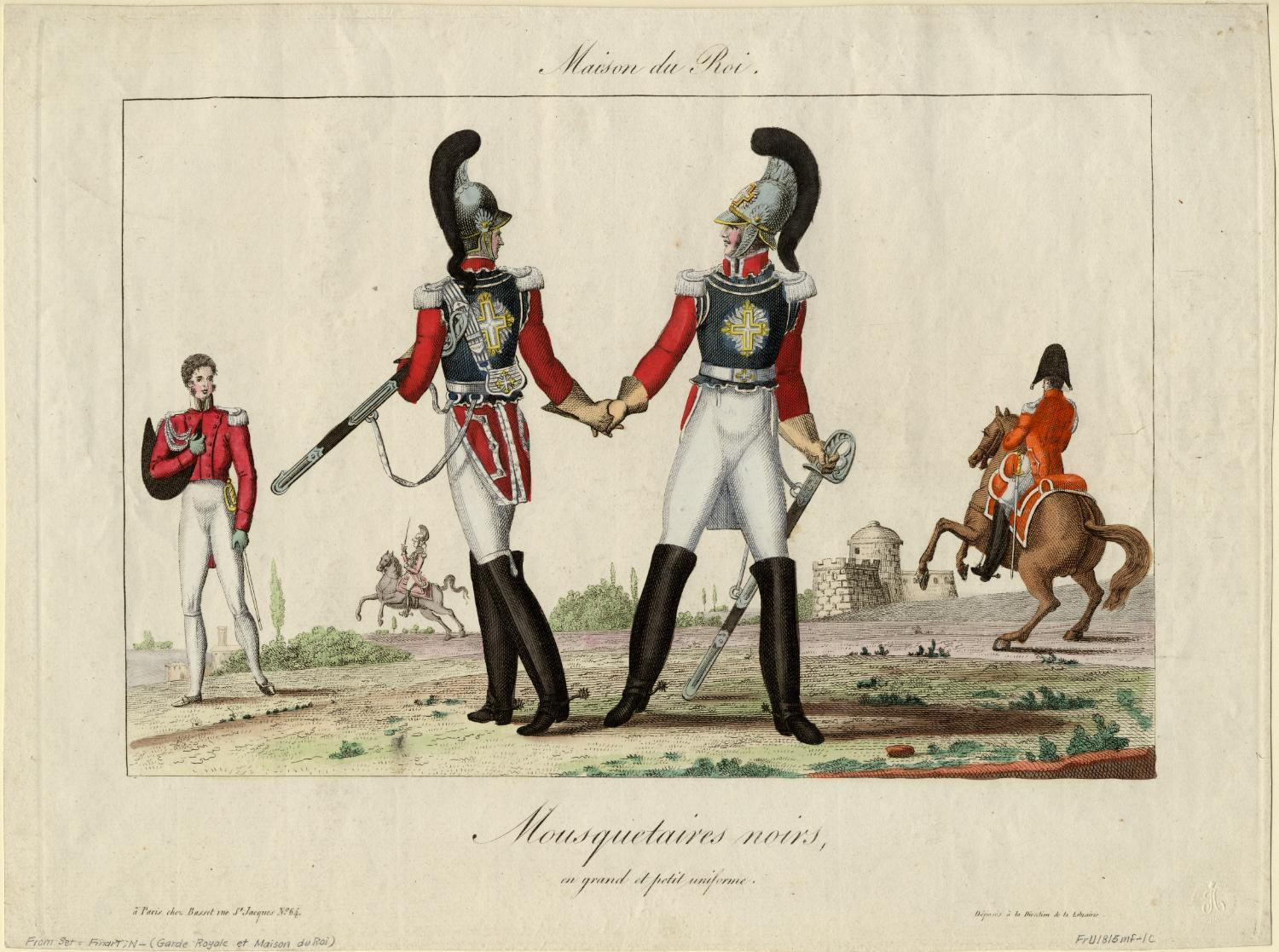
Чёрные мушкетеры королевской гвардии короля Людовика XVIII в униформе 1815 года
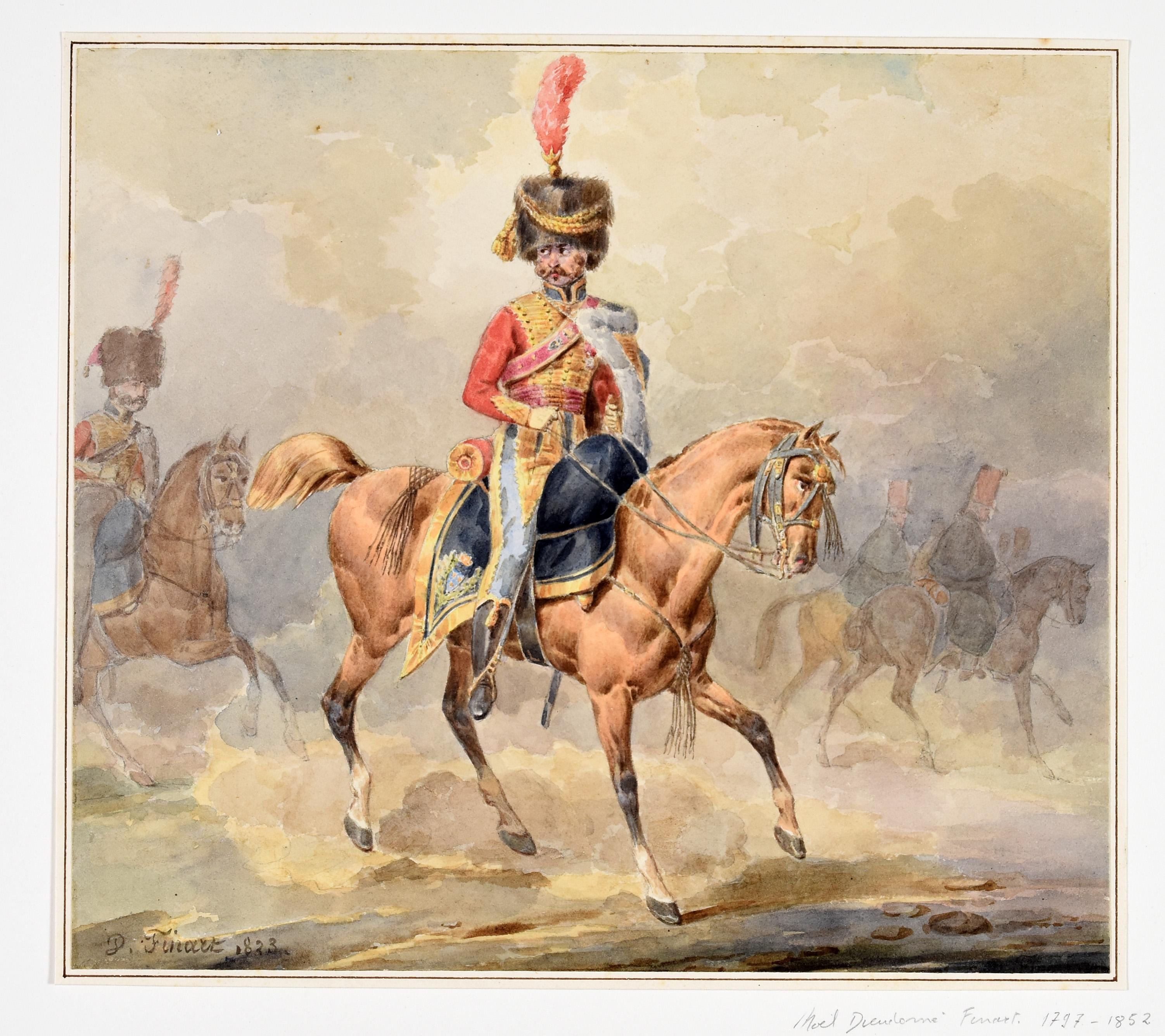
Французский гусар